# Zoltán Szépvölgyi
Dans le nom hongrois Szépvölgyi Zoltán, le nom de famille précède le prénom, mais cet article utilise l’ordre habituel en français Zoltán Szépvölgyi, où le prénom précède le nom.
Zoltán Szépvölgyi, né le 29 novembre 1921 et mort le 12 septembre 2006 à Budapest, est un homme politique hongrois, président du conseil de Budapest entre 1971 et 1986.